# Ben-Hadad I.
Ben-Hadad I. (althebräisch בנהדד Ben-Hadad, altaramäisch  ברהדד Bar-Hadad) „Sohn des Hadad“, Sohn des Tabrimmon, war etwa 890–870 v. Chr. König von Aram (Damaskus). Nach der Bibel führte er einen Feldzug gegen das Nordreich Israel, nachdem er von Asa von Juda bestochen worden war.
Ben-Hadads Eroberung von Ijon und Abel Beth-Maacha mit der Verwüstung des Heiligtums von Dan gilt als Beginn der syrischen Invasion Israels.
Möglicherweise stellte er eine bei Aleppo gefundene Stele für den Gott Melkart auf, die jedoch aufgrund schwerer Beschädigungen kaum lesbar ist.